# 阿根廷國家圖書館
阿根廷“馬里亞諾·莫雷諾”国家图书馆（西班牙語：Biblioteca Nacional "Mariano Moreno"），是阿根廷的國家圖書館，同時也是阿根廷最大的圖書館，圖書館以五月革命理論家之一馬里亞諾·莫雷諾（西班牙語：Mariano Moreno）的名字命名。阿根廷國家圖書館位於布宜諾斯艾利斯，成立於1810年，現有的建築於1961年由克洛林多·特斯塔，弗朗西斯科·布里奇和艾麗西亞·卡扎尼加設計，但直到1971年才開始動工。新圖書館於1992年4月10日開幕。

## 外部連結
- 官方网站
- Images of the new building

34°35′04″S 58°23′53″W / 34.58444°S 58.39806°W